# Bulla punctulata
Bulla punctulata is een slakkensoort uit de familie van de Bullidae. De wetenschappelijke naam van de soort is voor het eerst geldig gepubliceerd in 1850 door A. Adams in Sowerby.